# Alfons Kujat (Schauspieler)
Alfons Kujat (* 16. August 1954 in Emden) ist ein deutscher Schauspieler, Moderator, Hausbesetzer, Aktivist und Regisseur.

## Leben
Alfons Kujat war Boxer, Mitglied der „Sozialistischen Jugend Deutschlands – die Falken“, Gewerkschafter, Koch und Hausbesetzer. Zu seinen aktiven Zeiten als Hausbesetzer und Aktivist war Alfons Kujat immer an vorderster Front. Aufgrund der problematischen Situation 1987 im Kiez (Berlin-Kreuzberg) wurde Kujat immer ambitionierter und trat der „Sozialistischen Jugend Deutschlands – die Falken“ bei.
Kujat lebt heute als Schauspieler und Regisseur in Berlin. Er tritt auch mit der Theater-Performance Die Lebensbeichte der Françoise Villon auf, in der er die Lebensbeichte des französischen Dichters, Gauners und Philosophen François Villon erzählt.
2005 schrieb er zusammen mit dem Politikwissenschaftler und Historiker Albert Scharenberg das Buch Du nicht!: Stories aus dem Leben von Alfons Kujat. In ihm wird die Lebensgeschichte des Aktivisten, Boxers und Schauspielers wiedergegeben. Er hielt darüber hinaus auch viele Lesungen über das Buch ab, u. a. mit Martin Semmelrogge. Ab 2005 bis 2011 übernahm er die Regie im Piraten-Open-Air-Theater und stand zugleich als Schauspieler auf der Bühne.

## Filmbiografie
- 1998: Uferlos (1999 Preis bester Kurzspielfilm)

## Theater/Schauspieler
- Musikkabarett Zwei Drittel
- Theaterhof Prießental
- Seraphintheater Hannover
- Berliner Compagnie (Polittheater)
- Faran Doll (Puppentheater) Laterna Tragik
- 2005–2011: Piraten-Open-Air

## Theater/Regisseur
- 2005:	Piraten-Open-Air/Der Schatz der Piraten
- 2006:	Piraten-Open-Air/Piraten, Freibeuter und Korsaren
- 2007:	Piraten-Open-Air/Die Falle der Spanier
- 2008:	Piraten-Open-Air/Die Herren der Küste
- 2009:	Piraten-Open-Air/Im Auftrag der Krone
- 2010:	Piraten-Open-Air/Piraten vor Cartagena
- 2011:	Piraten-Open-Air/Die Hölle vor Maracaibo

## Moderator
- Radio 100
- Radio Energie
- Studio Ansage Berlin[7]